# Рада Республіки
Рада Республіки — вищий законодавчий орган влади  Української Народної Республіки, який діяв у м. Тарнові (Польща).
Створена на підставі закону «Про Раду Республіки УНР» від 9 січня 1921 р. Урочисте відкриття відбулося 3 лютого 1921 р.
Від участі в роботі Ради Республіки відмовились Українська партія соціалістів-революціонерів та Українська народна партія.
У роботі Ради Республіки брало участь 67 депутатів, які представляли українські політичні партії, профспілкові та культурно-освітні організації. Мандати було поділено між політичними партіями так: Українська народна партія — 2; народні республіканці — 5; соціалісти-самостійники — 5; селянські соціалісти — 4; соціалісти-федералісти (радикальні демократи) — 5; соціал-демократи — 7; трудовики — 1; хлібороби-демократи — 5; єврейські партії — 6; залізничники — 4; поштовики — 2; представники поляків — 2; представники німців — 1; представники місцевого самоврядування — 4; представники українських кооператорів — 4; представник культурно-освітніх організацій — 3.
Головою Ради Республіки було обрано І.Фещенка-Чопівського.
Предметом розгляду Ради Республіки мали бути: пропозиції уряду, внески комісії Ради Республіки, внески депутатів різні запитання, інтерпеляції та петиції. З компетенції Ради Республіки було вилучено питання державного устрою УНР та її конституції, змін в засадах робітничого та земельного законодавства, прав національних меншин.
У кінці березня 1921 р. видала «Універсал до українського народу».
Припинила своє існування 5 серпня 1921 р.